# جنگلبان‌نمایان
جنگلبان‌نمایان (نام علمی: Urodidae) نام یک تیره از راسته پروانه‌سانان است.